# Империя Сун
Империя Сун (кит. упр. 宋朝, пиньинь Sòng Cháo, палл. Сун чао) — государство в Китае, существовавшее с 960 по 1279 год. Правящая династия — Чжао (趙), по фамилии рода государей.
Основание империи положило конец раздробленности Китая, продолжавшейся со времени падения империи Тан (唐朝) в 907 году. Появлению империи предшествовала Эпоха пяти династий и десяти царств (五代十国). Переломным моментом в истории династии является 1127 год, когда войска чжурчжэньского государства Цзинь захватили столицу империи: Бяньлян. Императорский дом был уведён в плен в Маньчжурию, но одному из сыновей отрёкшегося монарха удалось бежать на юг, в Цзяннань. Он перенёс столицу в Линьань, а его военачальник Юэ Фэй остановил дальнейшее продвижение чжурчжэней на юг. Таким образом, история Сун делится на Северный и Южный периоды, соответственно, до и после переноса столицы. Хотя Сун потеряла контроль над традиционной «родиной китайской цивилизации» вдоль Хуанхэ, экономика Сун всё ещё была сильной, поскольку в империи Южная Сун было большое население и производительные сельскохозяйственные земли. Южная Сун значительно укрепила свои военно-морские силы для защиты своих водных и сухопутных границ и проведения морских миссий за рубежом. Чтобы дать отпор Цзинь, а затем и монголам, Сун разработала революционно новую военную технологию, дополненную использованием пороха. В 1234 году империя Цзинь была завоевана монголами, которые взяли под свой контроль Северный Китай, поддерживая непростые отношения с Южной Сун. Мунке, четвёртый великий хан Монгольской империи, умер в 1259 году во время осады горной крепости Дяоюй в Сычуани. Его младший брат Хубилай был провозглашен новым великим ханом, хотя его притязания были лишь частично признаны монголами на западе. В 1271 году Хубилай был провозглашён императором Китая. После двух десятилетий спорадических войн армии Хубилая завоевали Сун в 1279 году. Монгольское нашествие привело к объединению при империи Юань (1271—1368).
Население Китая удвоилось в течение IX, X и XI веков. Этот рост стал возможен благодаря расширенному выращиванию риса в центральной и южной частях Сун, использованию раннеспелого риса из Юго-восточной и Южной Азии и производству широко распространенных излишков продовольствия. Перепись Северной Сун зарегистрировала 20 миллионов домашних хозяйств, что вдвое больше, чем при династиях Хань и Тан. По оценкам, Северная Сун имела население около 120 миллионов человек и 200 миллионов ко времени империи Мин. Этот резкий рост населения спровоцировал экономическую революцию в досовременном Китае. Увеличение населения, рост городов, возникновение национальной экономики привели к постепенному отходу центральной власти от прямого участия в экономических делах.

## История
После упразднения трона государства Поздней Чжоу император Тай-цзу (960—976) провёл шестнадцать лет, завоевывая остальную часть Китая, воссоединяя большую часть территории, которая когда-то принадлежала империям Хань и Тан, и положив конец Эпохе пяти династий и десяти царств. В Кайфэне он установил сильное центральное правительство. Он обеспечивал административную стабильность, продвигая систему экзаменов на государственную службу для подготовки государственных чиновников по квалификации и заслугам (вместо аристократического или военного положения) и продвигая проекты, которые обеспечивали эффективность связи по всей империи.
Сунский двор поддерживал дипломатические отношения с Чола, Фатимидским халифатом, Шривиджайей, Караханидским ханством, королевством Корё и другими странами, которые также были торговыми партнерами Японии. Китайские летописи даже упоминают посольство от правителя «Фулинь» (拂菻, то есть Византийской империи) Михаила VII Дуки и его прибытие в 1081 году. Однако наибольшее влияние на его внутреннюю и внешнюю политику оказали ближайшие соседние с Китаем государства. Империя Сун использовала военную силу в попытке усмирить Ляо и вернуть себе шестнадцать округов, территорию под контролем киданей с 938 года, которая традиционно считалась частью собственно Китая (большая часть сегодняшних Пекина и Тяньцзиня). Силы Сун были отброшены силами Ляо, которые проводили агрессивные ежегодные кампании на северную территорию Сун до 1005 года, когда подписание Шаньюанского договора положило конец этим северным пограничным столкновениям. Сун была вынуждена платить дань киданям, хотя это не нанесло большого ущерба экономике Сун, так как кидани были экономически зависимы от импорта огромного количества товаров из Сун. Что ещё более важно, Сун признало Ляо равным себе. Сун создала обширный оборонительный лес вдоль границы Сун-Ляо, чтобы помешать потенциальным атакам киданьской кавалерии.
Империи Сун удалось одержать несколько военных побед над тангутами в начале XI века, кульминацией которых стала кампания, возглавляемая учёным-эрудитом, генералом и государственным деятелем Шэнь Ко (1031—1095). Однако эта кампания в конечном итоге потерпела неудачу из-за того, что соперничающий военный офицер не подчинился прямым приказам, и территория, полученная от Западного Ся, в конце концов была потеряна. Кроме того, с 1075 по 1077 год велась значительная война против династии Ли во Вьетнаме из-за пограничного спора и разрыва торговых отношений Сун с царством Дайвьет. После того, как войска Ли нанесли тяжёлые поражения во время рейда на Гуанси, командующий Сун Го Куй (1022—1088) дошёл до Тханг Лонга (современный Ханой). Большие потери с обеих сторон побудила командующего Ли Тхыонг Кьета (1019—1105) принять мирные инициативы, что позволило обеим сторонам выйти из войны; захваченные территории, удерживаемые Сун и Ли, были взаимно обменяны в 1082 году вместе с военнопленными.
В течение XI века политическое соперничество разделило членов двора из-за различий в подходах, мнениях и политике министров в отношении сложного общества Сун и процветающей экономики. Канцлер-идеалист Фань Чжунъянь (989—1052) был первым, кто получил жаркую политическую реакцию, когда он попытался провести реформы Цинли, которые включали такие меры, как улучшение системы набора чиновников, повышение заработной платы для мелких чиновников и создание финансовых программ, позволяющих более широкому кругу людей быть хорошо образованными и иметь право на государственную службу.
После того как Фань был вынужден уйти со своего поста, Ван Аньши (1021—1086) стал канцлером императорского двора. При поддержке императора Шэнь-цзуна (1067—1085), Ван Аньши резко критиковал систему образования и государственной бюрократии. Стремясь разрушить то, что он считал государственной коррупцией и халатностью, Ван осуществил ряд реформ, называемых новой политикой. Они включали в себя реформу налога на стоимость земли, создание нескольких государственных монополий, поддержку местных ополченцев и создание более высоких стандартов для имперских экзаменов, чтобы сделать их более практичными для людей, обладающих навыками государственного управления.
В то время как центральный двор Сун оставался политически разделённым и сосредоточенным на своих внутренних делах, тревожные новые события на севере державы Ляо, наконец, привлекли его внимание. Чжурчжэни, подчиненное империи Ляо племя, восстало против них и создало свое собственное государство — Цзинь. Сунский чиновник Тун Гуань (1054—1126) советовал императору Хуэй-цзуну (1100—1125) заключить союз с чжурчжэнями, и совместная военная кампания, проведённая в рамках этого союза на море, свергла и полностью покорила империю Ляо к 1125 году. Во время совместной атаки Северная экспедиционная армия Сун удалила оборонительный лес вдоль границы Сун и Ляо.

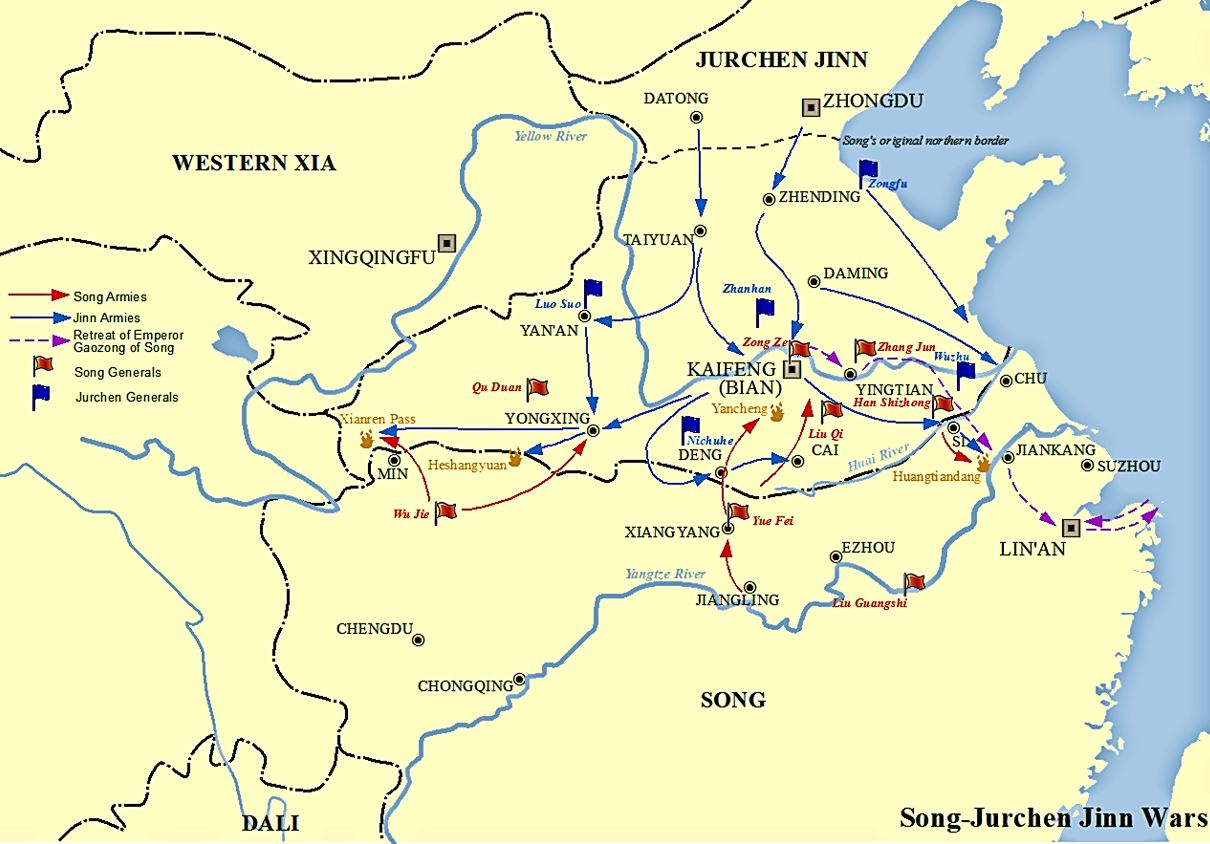
Сунско-цзиньские войны

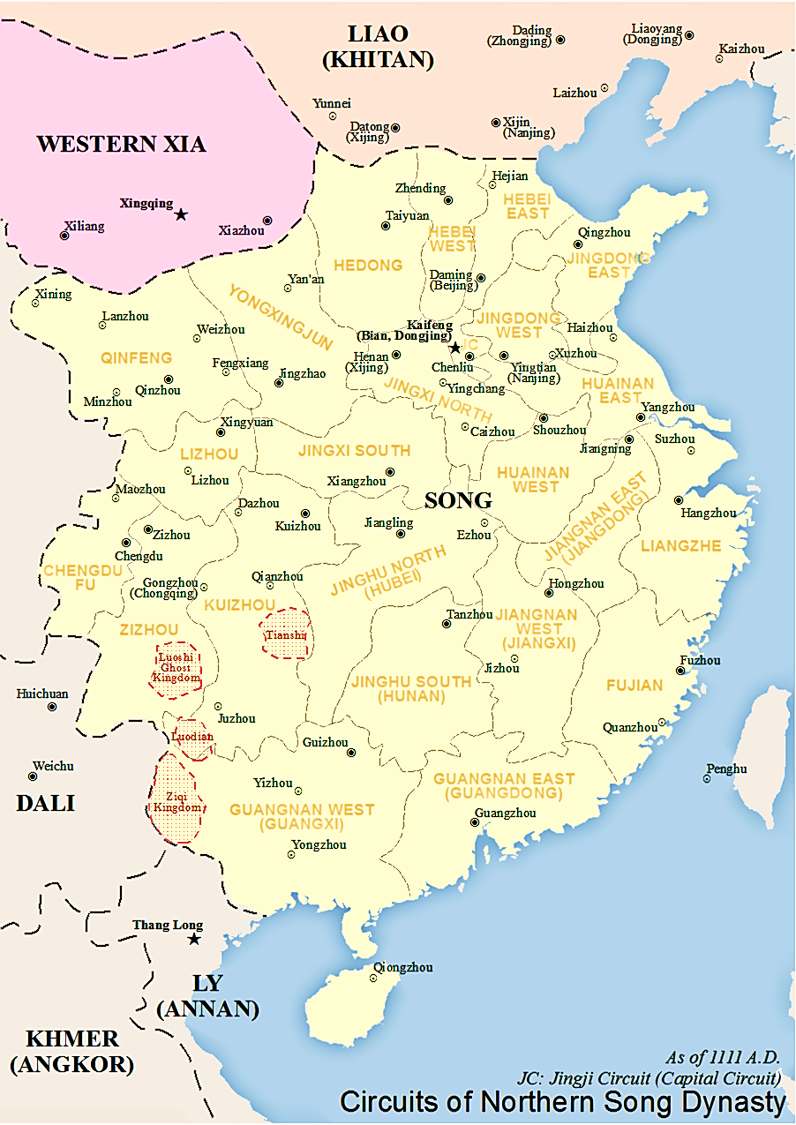
Административное деление Северной Сун в 1111 году

Тем не менее, военная слабость армии Сун была замечена чжурчжэнями, которые немедленно разорвали союз, начав Сунско-цзиньские войны 1125 и 1127 годов. Из-за удаления предыдущего оборонительного леса армия Цзинь быстро прошла через Великую-Китайскую равнину к Кайфэну. В результате инцидента Цзинкан во время последнего вторжения, они захватили не только столицу, но и бывшего императора Хуэйцзуна, его преемника императора Цинь-цзуна, и весь императорский двор.
Оставшиеся силы Сун перегруппировались под командованием самопровозглашённого императора Гао-цзуна (1127—1162) и отступили к югу от Янцзы, чтобы основать новую столицу в Линьане (современный Ханчжоу). Чжурчжэньское завоевание Северного Китая и перенос столиц из Кайфэна в Линьань являются разделительной линией между периодами Северной и Южной Сун.

### Борьба Южной Сун против государства Цзинь

Южная Сун в 1142.

После мирного договора 1141 года, империя Цзинь не оставляла надежды завоевать весь Китай, а Сун временами мечтала о реванше. В 1161 году правитель Цзинь Хайлин-ван собрал 300-тысячную армию и вторгся в Сун, но китайцы огнемётами сожгли флот Цзинь. Сухопутные войска чжурчжэней также потерпели поражение. В 1208 году война возобновилась. Сунцы проиграли несколько сражений и были вынуждены заключить мир. Южная Сун воспользовалась ослаблением Цзинь в результате монгольско-цзиньской войны и напала на северного соседа. Начало войны сложилось удачным для Сун, но в дальнейшем китайцы завязли в борьбе с чжурчжэнями. В 1217 году Цзиньцы вторглись в Сун, захватили множество городов, но не смогли захватить крепость Дэань, защитой которой руководил талантливый военачальник Чэнь Гуй. В ответ китайцы захватили южный Шаньдун. В 1223—1224 годах чжурчжэни нанесли ряд поражений сунцам, что привело к заключению мира. Правительство Южной Сун рассчитывало приобрести в лице монголов союзника для разгрома Цзинь. В 1233 году монгольские войска переправились через Хуанхэ и осадили Кайфэн. Правительство Цзинь успело переехать в Цайчжоу (Жунань). В 1234 году сунский контингент участвовал в осаде Кайфэна. Цзиньская империя пала, но в результате империя Сун оказалась один на один с монголами.

### Монгольское вторжение
Первые конфликты с монголами имели место в 1230-х годах. Весной 1235 года для действий против Сун были выделены два корпуса: один, под командованием Кодана (второй сын Угэдэя) отправился укреплять власть монголов в Хэнани, а другой — под командованием Кучу (третий сын Угэдэя) и Шиги-Хутуху — направился против Сун в Хубэй. Войска Кучу и Шиги-Хутуху прошли в Хубэй через округ Дэнчжоу, разорили округ Сянъян, разрушили Цзаоян, после чего осадили Инчжоу. Последний оказал упорное сопротивление, и монголы ушли обратно, захватив награбленное добро. В 1236—1237 гг. армии захватчиков врываются в районы южной части Шэньси, Сычуань, ХубэЙ, южную Хэнань, Аньхуэй. Осенью 1237 года был повторён набег в Хубэй (по тем же самым округам, что и в 1236), продолжались набеги в Хэнани (где был взят Гуанчжоу), были проведены рейды в Аньхой и Сычуань (как продолжение рейда в Хубэй). Однако монголам не удалось захватить хорошо укреплённые города Хуанчжоу и Аньфэн. Весной 1238 года был подписан мирный договор, в соответствии с которым Сун обязалась платить ежегодную дань в размере 200 тысяч слитков серебра и 200 тысяч кусков шёлка.

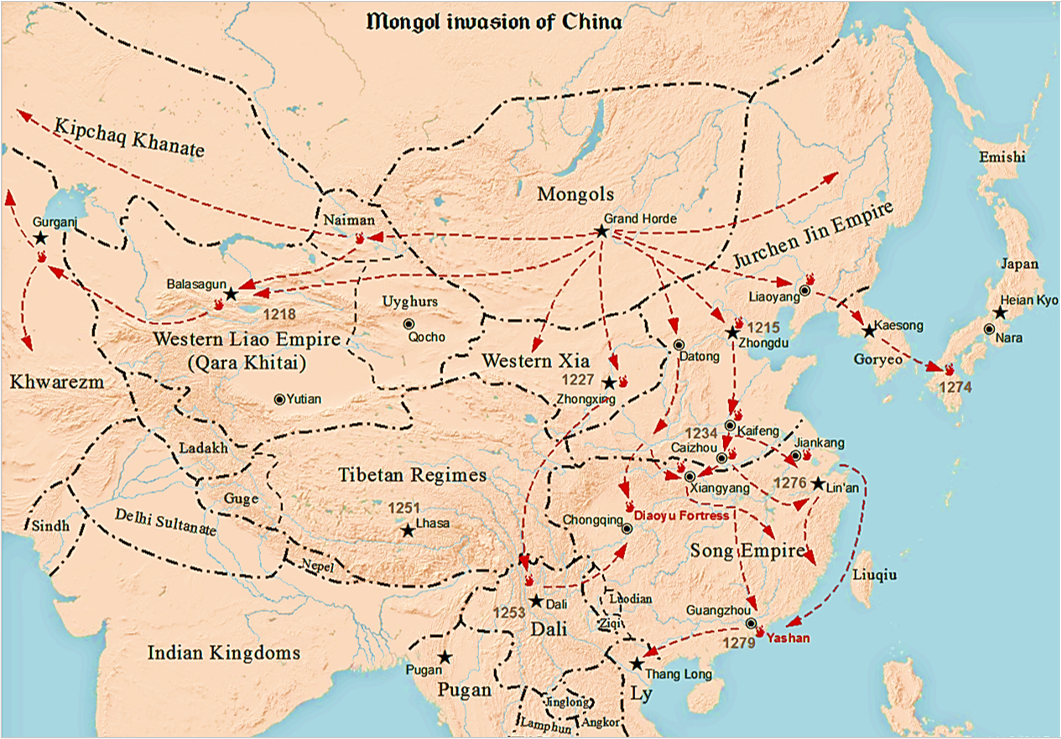
Вторжение монголов в Китай

В связи с периодами междуцарствия в Монгольской империи в 1240-х годах центральной власти в Каракоруме было не до планов завоеваний. Поэтому, хотя в 1242, 1245 и 1246 годах и были монгольские набеги на некоторые области Сун, но они являлись инициативой местных монгольских военачальников.
Но решительные действия начались в 1258 году — хан Мунке начал широкомасштабное наступление. Китайская армия была разгромлена, но многие города оказывали ожесточенное сопротивление. В 1259 году умер Мункэ, и монголы отступили. Смерть Мункэ и последовавший за этим кризис преемственности побудили Хулагу вывести большую часть монгольских сил с Ближнего Востока, где они были готовы сражаться с египетскими мамлюками (которые победили оставшихся монголов в Айн-Джалуте). Хотя Хулагу был в союзе с Хубилаем, его силы не смогли помочь в штурме против Сун, из-за войны Хулагу с Золотой Ордой. Однако наследник Мункэ Хубилай поставил завоевание Сун своей основной задачей. Хубилай готовился к захвату Эчжоу, но незавершенная гражданская война с его братом Ариг-Бугой — конкурентом-претендентом на монгольское ханство — вынудила Хубилая отступить на север с большей частью своих сил. В отсутствие Хубилая канцлер Цзя Сыдао приказал силам Сун нанести немедленный удар и успешно отбросить монгольские войска на северные берега Янцзы . Были незначительные пограничные стычки до 1265 года, когда Хубилай выиграл важное сражение в Сычуани. Он в 1267 году выступил в поход, но его армия оказалась скована героической обороной городов Сянъян и Фаньчэн, затянувшейся на пять лет. С 1268 по 1273 год Хубилай блокировал реку Янцзы своим флотом и осадил Сянъян, последнее препятствие на пути вторжения в богатый бассейн реки Янцзы. Хубилай официально объявил о создании государства Юань в 1271 году. В 1275 г. был взят и уничтожен г. Чанжоу (в Цзянсу), осажден Янчжоу. В 1275 году силы Сун из 130 000 военнослужащих при канцлере Цзя Сыдао были побеждены недавно назначенным главнокомандующим Хубилаем, генералом Баяном у Динцзячжоу, на следующий год пал Линьань. К 1276 году большая часть территории Сун была захвачена войсками Юань, включая столицу Линьань. В 1279 году остатки сунского флота были уничтожены в Яйшане, и к 1280 году империя Юань захватила все китайские земли.

## Экономика

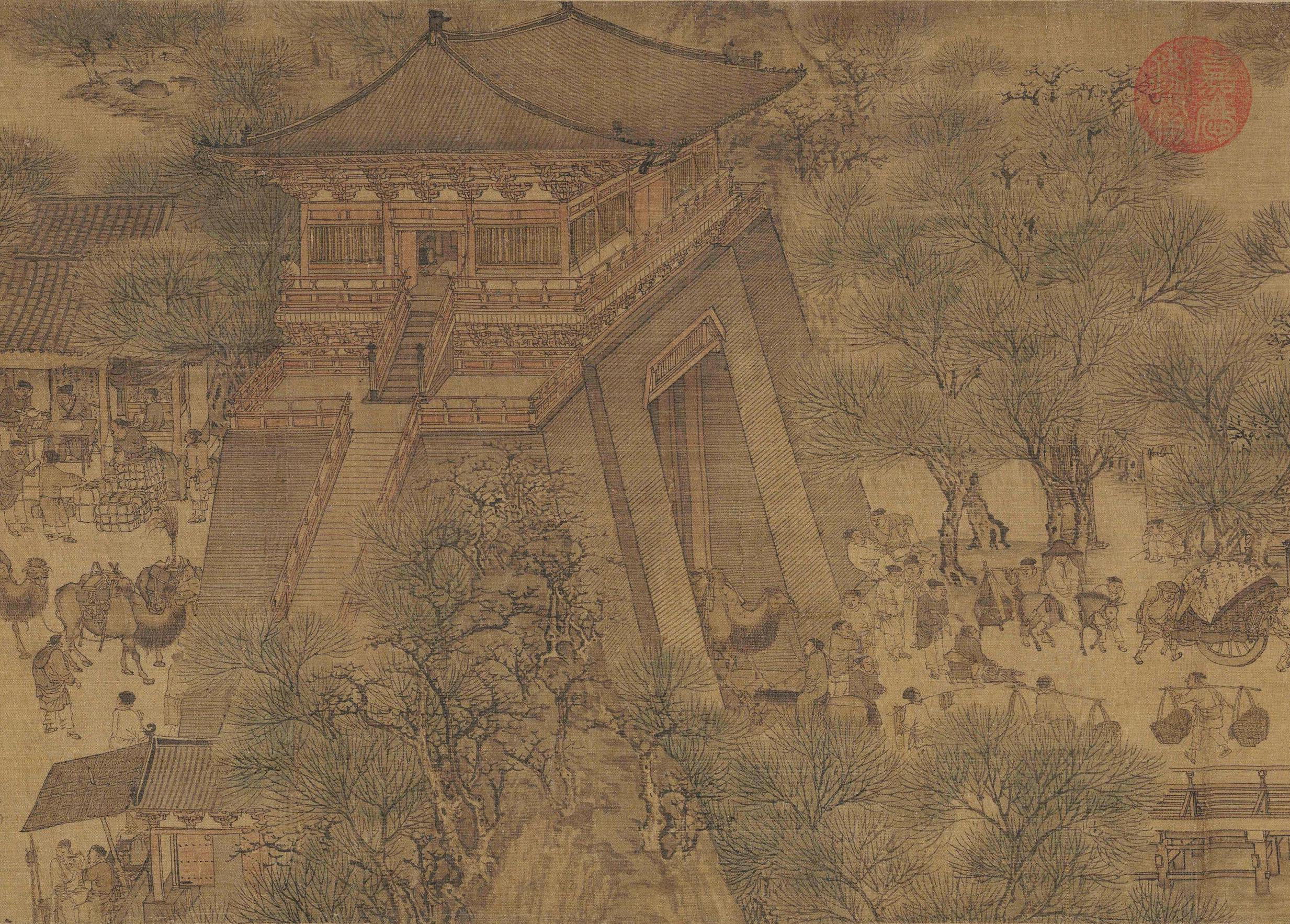
Ворота города Кайфэн. Фрагмент оригинального свитка
Чжана Цзэдуаня. XII век

Бурное развитие торговли и ремёсел, введение новых сортов риса из Южной Азии привели к активному росту населения: от 60 миллионов человек в начале эпохи Сун к 100 миллионам ко второй половине эпохи Сун.
Государство поощряло освоение новых земель, предоставляя право наследственного землевладения на новые территории — при условии уплаты налогов. Особое внимание уделялось ирригации (закон 1069 года в рамках реформ Ван Аньши). Получили широкое распространение нории (орошительные водяные колёса), цепные насосы и железные плуги. Специальные усовершенствования железного плуга (известен с эпохи Тан) позволили использовать его на нераспаханных землях (Лу Гуймэн «Трактат о плуге»). Благодаря всем нововведениями, включая активное использование естественных удобрений и новых культур (южные сорта риса), урожайность поднялась в три раза. Рацион жителей империи пополнили арбузы (из Средней Азии) и горох (из Индии).
Большое внимание уделялось промышленным культурам: помимо прогрессирующего чаеводства и шелководства распространилось выращивание хлопка, усовершенствовались способы обработки сахарного тростника. В промышленных масштабах выращивались пионы (до 90 разновидностей).
Отдельной страницей в истории сунской экономики стали реформы Ван Аньши, который попытался монетизировать налоговую систему (введя денежные уплаты вместо обязательных работ на казённых объектах), а также установить строгий государственный контроль над предельно широким экономическим сектором, в том числе монополии на производство, обработку и продажу чая, вина и соли. Так, доходы с чаевой монополии в Сычуани предназначались для закупки боевых лошадей в Цинхае.
Империя Сун имела одну из самых процветающих и развитых экономик средневекового мира. Китайцы инвестировали свои средства в акционерные общества и в несколько парусных судов в то время, когда денежная прибыль была обеспечена за счет активной внешней торговли и внутренней торговли вдоль Большого канала и Янцзы. Видным торговым семьям и частным предприятиям было разрешено занимать отрасли, которые ещё не были управляемыми государством монополиями. Как частные, так и контролируемые государством отрасли удовлетворяли потребности растущего китайского населения . Ремесленники и торговцы сформировали цехи, с которыми государство должно было иметь дело с оценкой налогов, реквизицией товаров и установлением стандартных заработных плат и цен на товары.

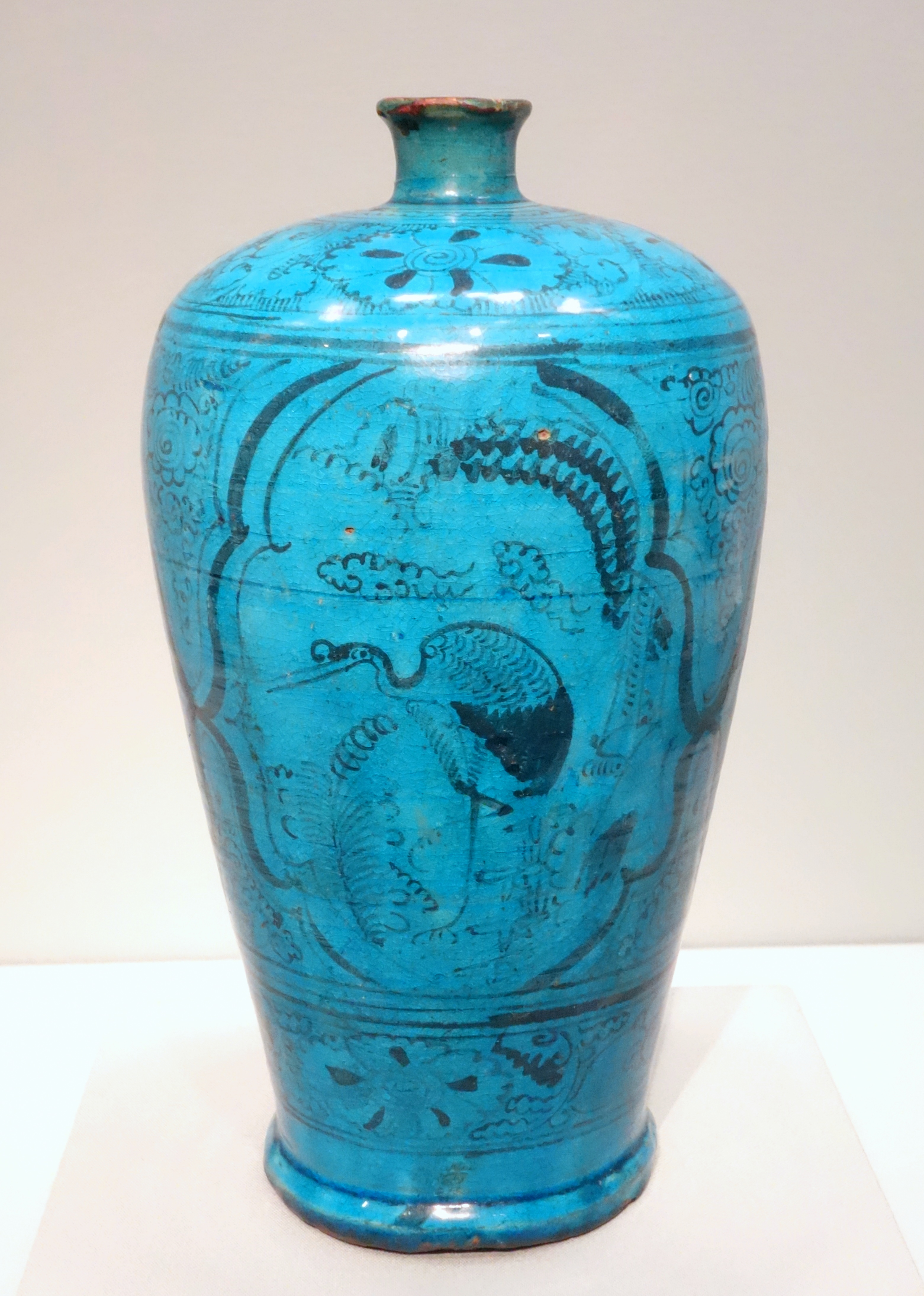
Фарфоровая ваза с рисунком журавля сунской эпохи

Экономическая мощь Сунского Китая сильно повлияла на зарубежные экономики. Марокканский географ аль-Идриси писал в 1154 году об удали китайских торговых судов в Индийском океане и их ежегодных плаваниях, которые принесли железо, мечи, шелк, бархат, фарфор, а также различные текстильные изделия в такие места, как Аден (Йемен), Инд и Евфрат в современном Ираке. Иностранцы, в свою очередь, повлияли на экономику Китая. Например, многие западно-азиатские и средне-азиатские мусульмане отправились в Китай торговать, становясь главной силой в индустрии импорта и экспорта, а некоторые из них даже были назначены чиновниками, курирующими экономические вопросы. Морская торговля с юго-западной частью Тихого океана, индуистским миром, исламским миром и Восточной Африкой принесла торговцам большое состояние и стимулировала огромный рост в судостроительной промышленности провинции Фуцзянь эпохи Сун.
Экономика Сун была достаточно стабильной, чтобы производить более миллиона тонн (более двухсот миллионов фунтов) чугунных изделий в год. Крупномасштабная вырубка лесов в Китае продолжалась бы, если бы не новшество XI века — использование угля вместо древесного угля в доменных печах для выплавки чугуна. Годовой выпуск чеканной медной валюты в 1085 году достиг примерно шести миллиардов монет. Самым заметным достижением в экономике Сун было создание первого в мире правительства, выпускающего бумажные деньги, известные как «цзяоцзы».
Эпоха Сун ознаменовала первое использование банкнот и небывалый рост китайского судоходства. Постоянная военная угроза с севера привела к росту оборонного комплекса и технологическому развитию. Среди достижений этого времени — подъём металлургического производства в Кайфэне и военное использование пороха.

## Наука и культура
В условиях нового экономического уклада, в корне отличающегося от военно-феодальной системы Танской империи, империя Сун переживает бурный интеллектуальный подъём, во многом сходный с расцветом «Ста школ» в эпоху Воюющих Царств. Благодаря появлению печатного пресса получила большее распространение научная и художественная литература. К сунскому периоду относится деятельность знаменитого учёного Шэнь Ко. Шэнь Ко был одним из главных сторонников «синь фа» (新法) — нового политического курса, известного как реформы Ван Аньши. Главной целью реформ была финансовая безопасность страны, которая обеспечивалась налоговой системой, тесно связанной с рационализацией сельского хозяйства. С другой стороны, военная угроза с севера актуализировала технологические исследования, развитие картографии и фортификации, стратегических теорий, армейского дела и т. п. Шэнь Ко внёс свой вклад едва ли не в каждую из областей, затронутых реформами, как в гражданском, так и в военном плане. В это же время творили художники Ма Юань и Ся Гуй. Высокого мастерства в изображении животных достиг И Юаньцзи. Философы Чэн И и Чжу Си трансформировали конфуцианство в неоконфуцианство. Во времена кризиса династии жил и работал оригинальный социальный мыслитель Дэн Му.
Изобразительное искусство во время эпохи Сун было усилено новыми разработками, такими как достижения в пейзажной и портретной живописи. Элита занималась искусством как общепринятым занятием культурного ученого-чиновника, включая живопись, сочинение стихов и каллиграфию. Поэт и государственный деятель Су Ши и его коллега Ми Фэй (1051—1107) любили антикварные дела, часто заимствуя или покупая произведения искусства для изучения и копирования. Поэзия и литература извлекли выгоду из растущей популярности и развития формы поэзии цы. Были составлены огромные энциклопедические тома, такие как труды по историографии и десятки трактатов по техническим дисциплинам. В их число входит универсальный исторический текст Цзы чжи тун цзянь, составленный в 1000 томов с 9,4 миллиона письменных китайских иероглифов. Жанр китайской литературы о путешествиях также стал популярным благодаря трудам географа Фань Чэнда (1126—1193) и Су Ши, последний из которых написал «дневное эссе», известное как «Запись о каменной Колокольной горе», в котором убедительное письмо использовалось для аргументации философской точки зрения. Хотя ранняя форма местного географического справочника существовала в Китае с I века, зрелая форма, известная как «трактат о месте», или фанчжи, заменила во время эпохи Сун старый «путеводитель по карте», или туцзин.
Эпоха Сун была эрой административной сложности и сложной социальной организации. Некоторые из крупнейших городов мира находились в Китае в этот период (Кайфэн и Ханчжоу имели население более миллиона человек). В городах существовали различные общественные клубов для развлечений, также было много школ и храмов, где предоставлялись образование и религиозные услуги. Сунское правительство поддерживало программы социального обеспечения, включая создание домов престарелых, государственных клиник и кладбищ для бедных. Империя Сун поддерживала широкую почтовую службу, которая была создана на основе более ранней почтовой системы империи Хань и обеспечивала быструю связь по всей империи. Центральное правительство нанимало тысячи почтовых работников различного ранга для обслуживания почтовых отделений и крупных почтовых станций. В сельской местности крестьяне-фермеры либо владели собственными земельными участками, либо платили арендную плату в качестве арендаторов, либо были крепостными на землях помещиков.

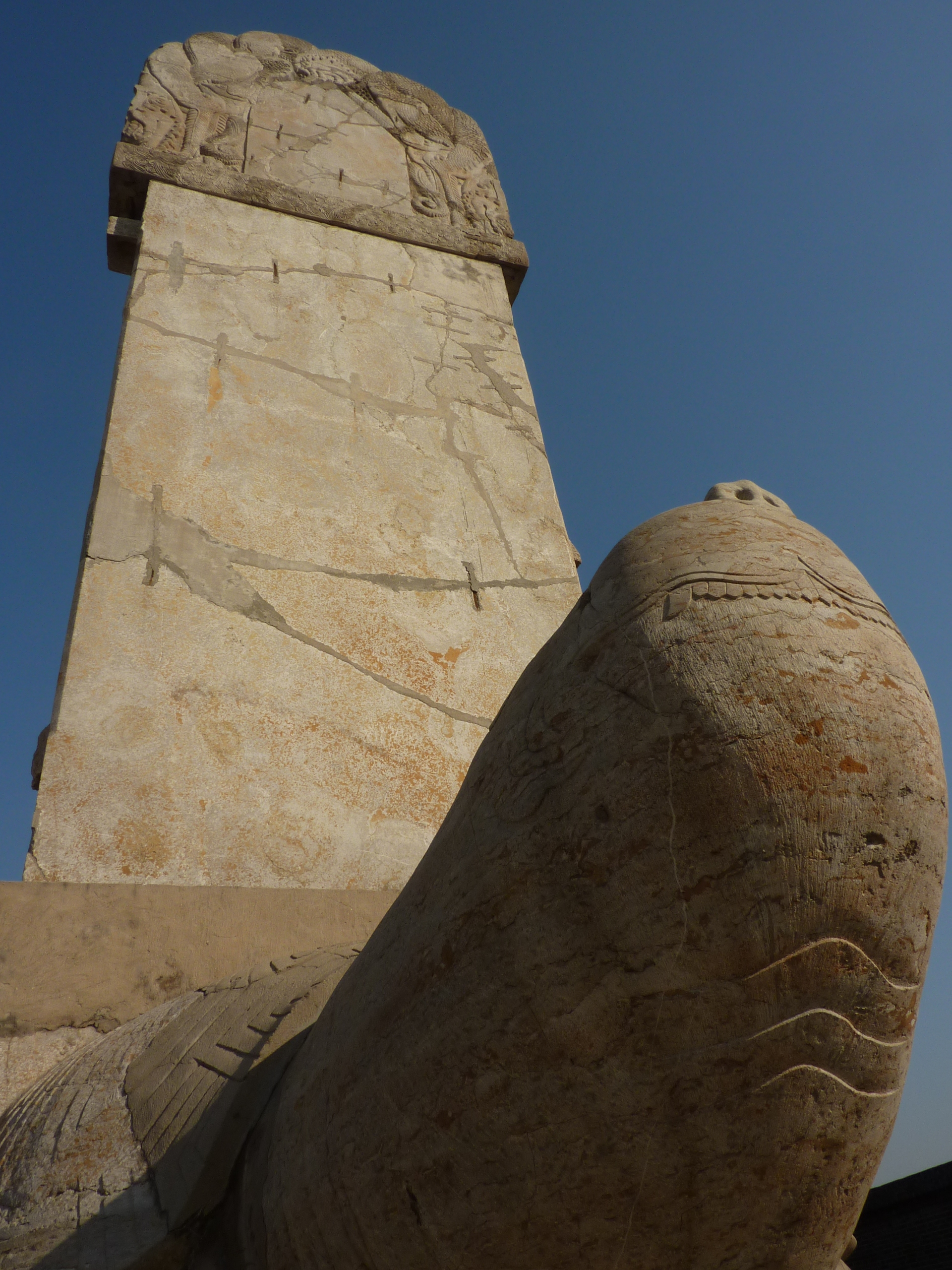
Восстановленная 16-метровая стела на 6-метровой черепахе — часть сунского монументального комплекса Шоу цю в Сяньюане (ныне Цюйфу), сооруженного в честь легендарного Жёлтого императора

Хотя женщины находились на более низком социальном уровне, чем мужчины (согласно конфуцианской этике), они пользовались многими социальными и юридическими привилегиями и обладали значительной властью дома и в своем собственном малом бизнесе. По мере того как сунское общество становилось все более и более процветающим, а родители со стороны невесты обеспечивали большее приданое для её брака, женщины, естественно, получили много новых законных прав собственности. При определённых обстоятельствах незамужняя дочь, не имеющая братьев, или оставшаяся в живых мать, не имеющая сыновей, могла унаследовать половину отцовской доли неразделенной семейной собственности. Было много известных и хорошо образованных женщин, и женщины обычно обучали своих сыновей в раннем возрасте. Мать ученого, генерала, дипломата и государственного деятеля Шэнь Ко научила его основам военной стратегии. Были также исключительные женщины-писательницы и поэтессы, такие как Ли Цинчжао (1084—1151), которая прославилась ещё при жизни.
Религия в Китае в этот период оказала большое влияние на жизнь людей, верования и повседневную деятельность, а китайская литература о духовности была популярна. Главным божествам даосизма и буддизма, духам предков и многим божествам китайской народной религии поклонялись с жертвоприношениями. Тансен Сен утверждает, что во время Сун в Китай приехало больше буддийских монахов из Индии, чем во времена Тан (618—907). Со многими иностранцами, путешествующими в Китай для ведения торговли или постоянного проживания, появилось много зарубежных религий; религиозные меньшинства в Китае включали ближневосточных мусульман , кайфэнских евреев и персов-манихейцев .
В этот период большое внимание уделялось системе набора на государственную службу; она была основана на степенях, полученных в результате государственных экзаменов, в целях отбора наиболее способных лиц для управления. Впервые эта система получила распространение во время эпох Суй и Тан, но к периоду Сун она стала практически единственным средством привлечения чиновников в правительство. Появление широко распространенной печати помогало широко распространять конфуцианские учения и обучать все больше и больше подходящих кандидатов на экзамены. Это можно увидеть по количеству экзаменующихся на экзамены низкого уровня, которое выросло с 30 000 кандидатов в год в начале XI века до 400 000 кандидатов к концу XIII века. Система государственной службы и экзаменов позволила повысить уровень меритократии, социальной мобильности и равенства в конкурентной борьбе для тех, кто желает получить место в правительстве. Используя статистику, собранную государством Сун, Эдвард А. Краке, Судо Ёсиюки и Хо Пин-ти подтвердили гипотезу о том, что просто наличие отца, деда или прадеда, который служил государственным чиновником, не гарантировало получения такого же уровня власти. Роберт Хартвелл и Роберт П. Хаймс раскритиковали эту модель, заявив, что она придает слишком большое значение роли нуклеарной семьи и рассматривает только трех отцовских потомков кандидатов на экзамены, игнорируя при этом демографическую реальность Сунского Китая, значительную долю мужчин в каждом поколении, у которых не было выживших сыновей, и роль расширенной семьи.
Из-за огромного прироста населения Сун и того, что его назначенные ученые-чиновники были приняты в ограниченном количестве (около 20 000 активных чиновников в течение периода Сун), более крупный академический класс шэньши теперь стал бы брать на себя общественные дела на обширном местном уровне. Исключая ученых-чиновников, находящихся на действительной службе, этот элитный социальный класс состоял из кандидатов на экзамены, обладателей дипломов, ещё не назначенных на официальный пост, местных наставников и вышедших на пенсию чиновников. Эти образованные люди, обладатели степеней и местные элиты контролировали местные дела и финансировали необходимые средства местных общин; любой местный мировой судья, назначенный на его должность правительством, полагался на сотрудничество нескольких или многих местных дворян в этом районе. Например, правительство Сун, исключая правительство реформистов в области образования при императоре Хуэйцзуне, сэкономило небольшое количество государственных доходов на содержание школ префектур и округов; вместо этого основная часть средств для школ была получена из частного финансирования. Эта ограниченная роль правительственных чиновников была отходом от ранней эпохи Тан (618—907), когда правительство строго регулировало коммерческие рынки и местные дела; теперь правительство в значительной степени отказалось от регулирования торговли и полагалось на массу местного дворянства для выполнения необходимых обязанностей в своих общинах.

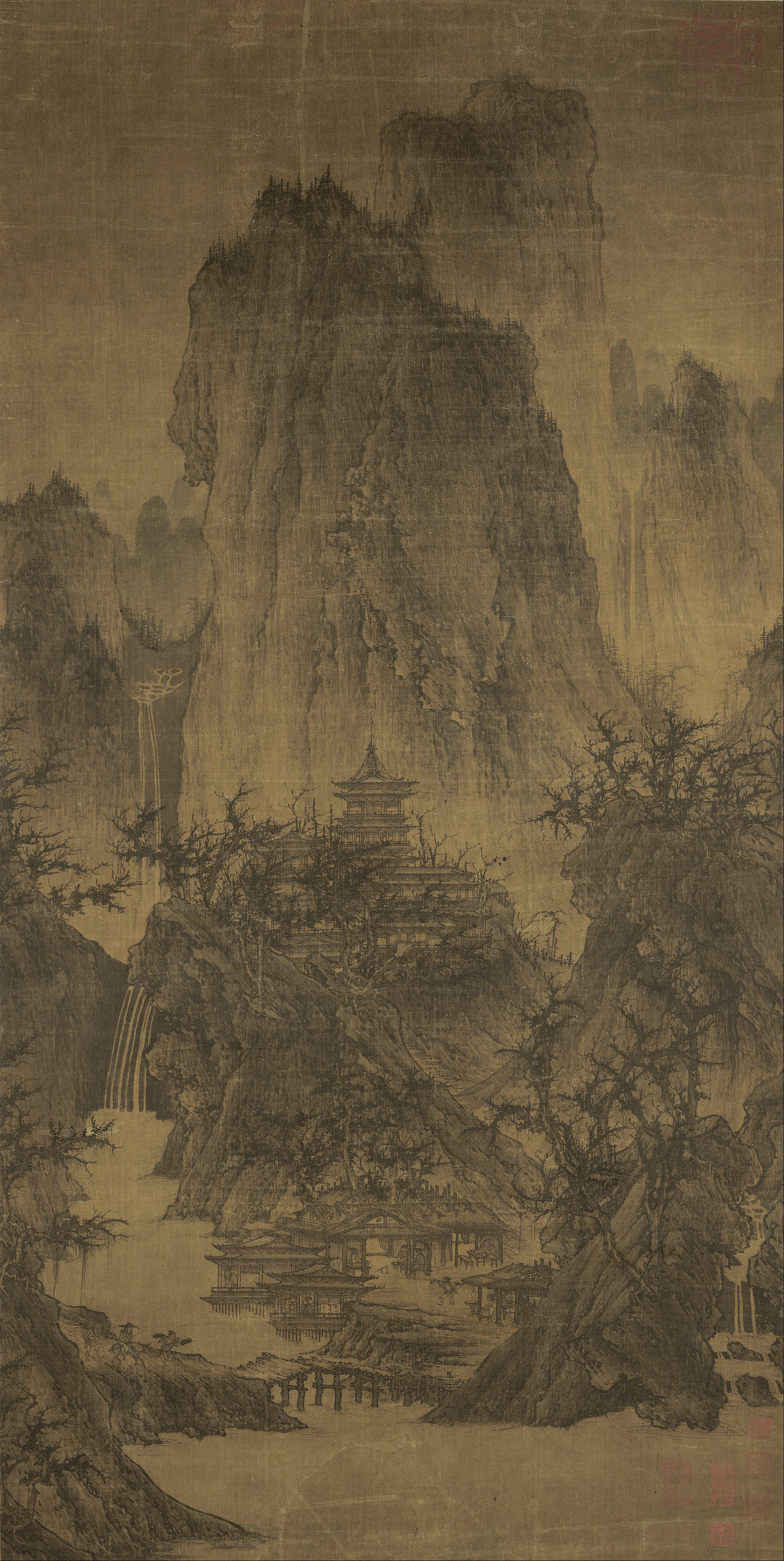
Ли Чэн. Буддийский храм в горах. X в. Музей Нельсона-Аткинса, Канзас-сити.

Дворы императорского дворца были заполнены придворными художниками, каллиграфами, поэтами и сказителями. Император Хуэй-цзун был известным художником и покровителем искусств. Ярким примером высоко почитаемого придворного художника был Чжан Цзэдуань (1085—1145), который написал огромную панорамную картину «Вдоль реки во время фестиваля Цинмин». Император Гао-цзун во время своего правления инициировал масштабный художественный проект, известный как «Восемнадцать песен флейты кочевника из истории жизни Цай Вэньцзи» (род. 177). Этот художественный проект был дипломатическим жестом империи Цзинь, когда он вел переговоры об освобождении своей матери из чжурчжэньского плена на севере.
В философии китайский буддизм ослабел, но сохранил свое влияние на искусство и благотворительность монастырей. Буддизм оказал глубокое влияние на зарождающееся движение неоконфуцианства, возглавляемое Чэн И (1033—1107) и Чжу Си (1130—1200). Буддизм Махаяны оказал влияние на Фань Чжунъяня и Вана Аньши в рамках своей концепции этического универсализма, в то время как буддийская метафизика глубоко затронула предварительно неоконфуцианское учение Чэн И. Философская работа Чэн И, в свою очередь, повлияла на Чжу Си. Хотя его труды не были приняты его современниками, комментарий Чжу и акцент на конфуцианской классике четырёх книг в качестве вводного корпуса к конфуцианскому обучению легли в основу Неоконфуцианской доктрины. К 1241 году, под покровительством императора Ли-цзуна, четыре книги Чжу Си и его комментарии к ним стали стандартными требованиями к обучению студентов, пытающихся сдать экзамены на государственную службу. Япония и Корея также приняли учение Чжу Си, известное как Суссигаку (朱子學, школа Чжу Си) Японии, а в Корее — Джуджахак (주자학). Однако эта идеология подверглась резкой критике и даже презрению со стороны некоторых. Государственный деятель и историк Оуян Сю (1007—1072) назвал религию «проклятием», которое можно было исправить, только вырвав её с корнем из китайской культуры и заменив конфуцианским дискурсом. Подлинное возрождение буддизма в китайском обществе не произойдет до монгольского правления династии Юань при поддержке Хубилай-хана тибетского буддизма и
Дрогёна Чогьяла Пагпы в качестве ведущего ламы. Христианская секта несторианства, вошедшая в Китай в эпоху Тан, также будет возрождена в Китае при монгольском правлении .
Судебная система Сун сохранила большую часть правового кодекса эпохи Тан, основу традиционного китайского права вплоть до современной эпохи. Бродячие шерифы поддерживали закон и порядок в муниципальных юрисдикциях и иногда отправлялись в сельскую местность . Официальные мировые судьи, надзиравшие за судебными делами, должны были не только хорошо разбираться в письменном праве, но и поощрять нравственность в обществе. Мировые судьи, такие как знаменитый Бао Чжэн (999—1062), воплощали в себе честного, нравственного судью, который отстаивал справедливость и никогда не отказывался жить в соответствии со своими принципами. Сунские судьи определяли виновное лицо или сторону в преступном деянии и назначали наказания соответственно, часто в форме палки. Виновное лицо или стороны, привлеченные к суду за уголовное или гражданское преступление, не рассматривались как полностью невиновные, пока не доказано обратное, в то время как даже обвинители рассматривались судьёй с высоким уровнем подозрения. Из-за дорогостоящих судебных расходов и немедленного заключения в тюрьму тех, кто обвинялся в уголовных преступлениях, люди в эпоху Сун предпочитали разрешать споры и ссоры в частном порядке, без вмешательства суда.

## Императоры государства Сун (династия Чжао)
| Храмовое имя                                                                          | Посмертное имя                            | Имя при рождении                                                    | Годы жизни | Годы правления | Девиз правления и годы |
| ------------------------------------------------------------------------------------- | ----------------------------------------- | ------------------------------------------------------------------- | ---------- | -------------- | --- |
| Исторически наиболее употребительна форма 宋帝昺 (Сун) + храмовое или посмертное имя. |                                           |                                                                     |            |                | |
| Северная Сун (960—1127)                                                               |                                           |                                                                     |            |                | |
| Тай-цзу 太祖 Tàizǔ                                                                    | Да Сяо-хуанди 大孝皇帝 Dàxiàohuángdì      | Чжао Куанъинь 趙匡胤 Zhào Kuāngyìn                                  | 927—976    | 960—976        | - Цзяньлун (建隆 Jiànlóng) 960—963 - Цяньдэ (乾德 Qiándé) 963—968 - Кайбао (開寶 Kāibǎo) 968—976 |
| Тай-цзун 太宗 Tàizōng                                                                 | Гуан Сяо-хуанди 廣孝皇帝 Guǎngxiàohuángdì | Чжао Куанъи 趙匡義 Zhào Kuāngyì или Чжао Гуанъи 趙光義 Zhào Guāngyì | 939—997    | 976—997        | - Тайпин Синго (太平興國 Tàipíngxīngguó) 976—984 - Юнси (雍熙 Yōngxī) 984—987 - Дуаньгун (端拱 Duāngǒng) 988—989 - Чуньхуа (淳化 Chúnhuà) 990—994 - Чжидао (至道 Zhìdào) 995—997 |
| Чжэнь-цзун 真宗 Zhēnzōng                                                              | Юань Сяо-хуанди 元孝皇帝 Yuánxiàohuángdì  | Чжао Хэн 趙恆 Zhào Héng                                             | 968—1022   | 997—1022       | - Сяньпин (咸平 Xiánpíng) 998—1003 - Цзиндэ (景德 Jǐngdé) 1004—1007 - Дачжунсянфу (大中祥符 Dàzhōngxiángfú) 1008—1016 - Тяньси (天禧 Tiānxǐ) 1017—1021 - Цяньсин (乾興 Qiánxīng) 1022 |
| Жэнь-цзун 仁宗 Rénzōng                                                                | Мин Сяо-хуанди 明孝皇帝 Míngxiàohuángdì   | Чжао Чжэнь 趙禎 Zhào Zhēn                                           | 1010—1063  | 1022—1063      | - Тяньшэн (天聖 Tiānshèng) 1023—1032 - Миндао (明道 Míngdào) 1032—1033 - Цзинъю (景祐 Jǐngyòu) 1034—1038 - Баоюань (寶元 Bǎoyuán) 1038—1040 - Кандин (康定 Kāngdìng) 1040—1041 - Цинли (慶曆 Qìnglì) 1041—1048 - Хуанъю (皇祐 Huángyòu) 1049—1054 - Чжихэ (至和 Zhìhé) 1054—1056 - Цзяю (嘉祐 Jiāyòu) 1056—1063 |
| Ин-цзун 英宗 Yīngzōng                                                                 | Сюань Сяо-хуанди 宣孝皇帝 Xuānxiàohuángdì | Чжао Шу 趙曙 Zhào Shù                                               | 1032—1067  | 1063—1067      | - Чжипин (治平 Zhìpíng) 1064—1067 |
| Шэнь-цзун 神宗 Shénzōng                                                               | Шэн Сяо-хуанди 聖孝皇帝 Shèngxiàohuángdì  | Чжао Сюй 趙頊 Zhào Xū                                               | 1048—1085  | 1067—1085      | - Синин (熙寧 Xīníng) 1068—1077 - Юаньфэн (元豐 Yuánfēng) 1078—1085 |
| Чжэ-цзун 哲宗 Zhézōng                                                                 | Чжао Сяо-хуанди 昭孝皇帝 Zhāoxiàohuángdì  | Чжао Сюй 趙煦 Zhào Xǔ                                               | 1077—1100  | 1085—1100      | - Юанью (元祐 Yuányòu) 1086—1094 - Шаошэн (紹聖 Shàoshèng) 1094—1098 - Юаньфу (元符 Yuánfú) 1098—1100 |
| Хуэй-цзун 徽宗 Huīzōng                                                                | Сянь Сяо-хуанди 顯孝皇帝 Xiǎnxiàohuángdì  | Чжао Цзи 趙佶 Zhào Jí                                               | 1082—1135  | 1100—1125      | - Цзяньчжунцзинго (建中靖國 Jiànzhōngjìngguó) 1101 - Чуннин (崇寧 Chóngníng) 1102—1106 - Дагуань (大觀 Dàguān) 1107—1110 - Чжэнхэ (政和 Zhènghé) 1111—1118 - Чунхэ (重和 Chónghé) 1118—1119 - Сюаньхэ (宣和 Xuānhé) 1119—1125                                                                                   |
| Цинь-цзун 欽宗 Qīnzōng                                                                | Жэнь Сяо-хуанди 仁孝皇帝 Rénxiàohuángdì   | Чжао Хуань 趙桓 Zhào Huán                                           | 1100—1161  | 1125—1127      | - Цзинкан (靖康 Jìngkāng) 1125—1127 |
| Южная Сун (1127—1279)                                                                 |                                           |                                                                     |            |                | |
| Гао-цзун 高宗 Gāozōng                                                                 | Сянь Сяо-хуанди 憲孝皇帝 Xiànxiàohuángdì  | Чжао Гоу 趙構 Zhào Gòu                                              | 1107—1187  | 1127—1162      | - Цзинъянь (建炎 Jiànyán) 1127—1130 - Шаосин (紹興 Shàoxīng) 1131—1162 |
| Сяо-цзун 孝宗 Xiàozōng                                                                | Чэн Сяо-хуанди 成孝皇帝 Chéngxiàohuángdì  | Чжао Шэнь 趙昚 Zhào Shèn                                            | 1127—1194  | 1162—1189      | - Лунсин (隆興 Lóngxīng) 1163—1164 - Цяньдао (乾道 Qiándào) 1165—1173 - Чуньси (淳熙 Chúnxī) 1174—1189 |
| Гуан-цзун 光宗 Guāngzōng                                                              | Цы Сяо-хуанди 慈孝皇帝 Cíxiàohuángdì      | Чжао Дунь 趙惇 Zhào Dūn                                             | —1200      | 1189—1194      | - Шаоси (紹熙 Shàoxī) 1190—1194 |
| Нин-цзун 寧宗 Níngzōng                                                                | Гун Сяо-хуанди 恭孝皇帝 Gōngxiàohuángdì   | Чжао Ко 趙擴 Zháo Kuò                                               | 1168—1224  | 1194—1224      | - Цинъюань (慶元 Qìngyuán) 1195—1200 - Цзятай (嘉泰 Jiātài) 1201—1204 - Кайси (開禧 Kāixǐ) 1205—1207 - Цзядин (嘉定 Jiādìng) 1208—1224 |
| Ли-цзун 理宗 Lǐzōng                                                                   | Ань Сяо-хуанди 安孝皇帝 Ānxiàohuángdì     | Чжао Юнь 趙昀 Zhào Yún                                              | 1205—1264  | 1224—1264      | - Баоцин (寶慶 Bǎoqìng) 1225—1227 - Шаодин (紹定 Shàodìng) 1228—1233 - Дуаньпин (端平 Duānpíng) 1234—1236 - Цзяси (嘉熙 Jiāxī) 1237—1240 - Чунью (淳祐 Chúnyòu) 1241—1252 - Баою (寶祐 Bǎoyòu) 1253—1258 - Кайцин (開慶 Kāiqìng) 1259 - Цзиндин (景定 Jǐngdìng) 1260—1264                                       |
| Ду-цзун 度宗 Dùzōng                                                                   | Цзин Сяо-хуанди 景孝皇帝 Jǐngxiàohuángdì  | Чжао Ци 趙祺 Zhào Qí                                                | 1240—1274  | 1264—1274      | - Сяньчунь (咸淳 Xiánchún) 1265—1274 |
| Гун-цзун 恭宗 Gōngzōng                                                                | Сяо Гун-хуанди 孝恭皇帝 Xiàogōnghuángdì   | Чжао Сянь 趙顯 Zhào Xiǎn                                            | 1271—1323  | 1274—1276      | - Дэю (德祐 Déyòu) 1275—1276 |
| Дуань-цзун 端宗 Duānzōng                                                              | Минь Сяо-хуанди 愍孝皇帝 Mǐnxiàohuángdì   | Чжао Ши 趙昰 Zhào Shì                                               | 1269—1278  | 1276—1278      | - Цзинъянь (景炎 Jǐngyán) 1276—1278 |
| Хуай-цзун                                                                             |                                           | Чжао Бин 趙昺 Zhào Bǐng                                             | 1271—1279  | 1278—1279      | - Сянсин (祥興 Xiángxīng) 1278—1279 |